# Unió Socialista
La Unió Socialista va ser una candidatura progressista i autonomista que es va presentar a les Illes Balears a les eleccions generals del 1977 amb l'objectiu d'agrupar forces d'esquerra i de les Illes per defensar els interessos autonòmics i socials de la comunitat.
En formaven part el Partit Socialista de les Illes, el Partit Socialista Popular, el Moviment Socialista d'Eivissa i Formentera i el Moviment Socialista de Menorca. La candidatura va estar formada per un conjunt de membres de diferents organitzacions, entre els quals destacaven:

## Candidats a les eleccions generals de 1977
- Congrés de Diputats (Districte de les Illes Balears):
  - 1. Francisco Obrador Moratinos (Partit Socialista de les Illes)
  - 2. Jaime Ribas Prats (Partido Socialista Popular)
  - 3. Juan Pons Moll (Moviment Socialista de Menorca)
  - 4. Sebastià Serra Busquets (Partit Socialista de les Illes)
  - 5. José Antonio Encinas Sánchez (Partido Socialista Popular)
  - 6. Maria Bonnin Cortés
  - 7. Melchor Comes Serra (Partido Socialista Popular)
  - 8. Juan Hernández Cover

- Senat (Districte de Mallorca):
  - Juan Piza Massanet (Unió Socialista)
  - Antonio F. Tarabini-Castellani Cabot (Unió Socialista)[1]

La Unió Socialista, tot i la seva gran diversitat interna, no aconseguí representació a cap cambra de les Corts Generals, obtenint el 5,1% dels vots.

## Resultats de les eleccions generals de 1977
La candidatura de la Unió Socialista va obtenir un total de 5,1% dels vots a les Illes Balears durant les eleccions generals de 1977, però no va aconseguir representació a les Corts Generals. En el conjunt de la província, no va obtenir escons ni al Congrés ni al Senat.
- Congrés de Diputats: Va obtenir 16.244 vots, un 5,15% dels vots totals, quedant lluny de les opcions amb representació.
- Senat: A la candidatura al Senat, la Unió Socialista tampoc va aconseguir cap senador, tot i que va presentar candidats a les dues places de Mallorca. Tarabini aconseguí 13.137 vots i Piza 8.870 vots.

Després de les eleccions de 1977, la coalició va perdre força, i els diversos membres de la candidatura van seguir camins polítics separats, tot i que alguns d'ells van mantenir el seu compromís amb la lluita socialista a nivell autonòmic.

## La separació i les conseqüències
Després de la derrota electoral, els membres de la Unió Socialista van seguir camins polítics separats. En aquell moment, la situació política de les Illes estava marcada per la dispersió de les forces nacionalistes i d'esquerra. Així, la Unió Socialista es va dissoldre en diverses parts. El Partit Socialista de les Illes (PSI) va mantenir la seva aposta per l'esquerra i es va aliat amb el Partido Socialista Popular, presentant-se posteriorment com a Unitat Socialista a les eleccions. Per altra banda, el Moviment Socialista de Menorca va desaparèixer, i els membres del Moviment Socialista d'Eivissa i Formentera també es van dissoldre.
El projecte nacionalista va continuar viu, però es va fragmentar en diverses ofertes. A les Illes Balears, la dispersió es va aguditzar amb la creació de nous grups com el Partit Nacionalista Mallorquí (PNM) i la formació de Unió Autonomista (UA), liderada per Josep Melià i Climent Garau. Així, els anys posteriors a les eleccions de 1977 van ser testimonis d'una consolidació gradual del nacionalisme balear en diferents partits, com el PSM (Partit Socialista de Mallorca), Unió Mallorquina i altres.